# Ретро (джаз-оркестр)
Саратовский джаз-оркестр «Ретро» — оркестр из г. Саратов, возрождающий старые джазовые партитуры 1910-х — 1940-х годов в естественном акустическом звучании, без использования микрофонов и электронных инструментов.
Коллектив организовал в 1983 году Никита Духовников на базе саратовского ДК «Кристалл». Это единственный в своем роде ансамбль старинной джазовой музыки, который сохраняет не только подлинные инструментовки (в том числе и архивные авторские рукописи), но и неповторимый мягкий звук довоенных оркестров и ансамблей СССР, США, Англии, Германии и Франции.
Оркестром подготовлены программы, посвященные истории новоорлеанского джаза 1900-20-х годов, выдающимся мастерам советской эстрады: Леониду Утесову (исполнялась в Саратовской филармонии в 1998 и 2003 гг, в Концертном зале им. Чайковского в Москве на фестивале А. Н. Баташева «Российскому джазу-80 лет» в 2002 г. и в Московском доме ученых в 2004 г.),
Александру Цфасману (Саратовская филармония и Большой зал Московской консерватории в 2002 г.),
Клавдии Шульженко, Александру Цфасману к их 100-летию (Дом музыки в Калуге, ДК в Обнинске, Колонный зал Дома Союзов в Москве в 2006 г.) и джазовым скрипачам Европы и США 20-40-х годов (С. Граппелли, Д. Венути, Э. Сауту, Э. Касерасу, С. Смиту, Х. Закариасу и др.; аранжировщик, солист и музыкальный руководитель этой программы — первая скрипка оркестра Нина Вырыпанова). При активном участии гитариста Павла Ершова в 2011-12 гг. была подготовлена и записана программа из репертуара Quintette du Hot Club de France — всемирно известного французского квинтета-мануш Д.Рейнхардта и С. Граппелли.
Различные программы из истории американского и советского джаза исполнялись на джаз-фестивалях и концертах в Москве, Челябинске, Волгограде, Сочи, Саранске, Обнинске, Калуге, Энгельсе, Зеленограде.
С 1986 г. оркестр записывался на студии Саратовского радио и телевидения, с 2007 г. записи осуществляются в собственной студии оркестра. Выпущены семь дисков: «Старые письма» (записи 1993-98 гг), «Утомленное солнце» (записи 2000—2004 гг.), «Днем и ночью» (записи 2007—2008 гг.), «Звуки джаза» (записи 2009—2010 гг.), «Minor swing» (записи 2011—2012 гг.), "Прощальный луч" (записи 2013—2018 гг.), "Это не сон" (записи 2019—2021 гг.). C 2011 г. оркестр осуществляет и комбинированные студийные видеосъемки, представленные на DVD-диске и на сайте оркестра.
С оркестром «Ретро» сотрудничали, передавая своеобразную эстафету поколений, саксофонист оркестров А.Цфасмана и Л. Утесова Эмиль Гейгнер (как аранжировщик) и барабанщик оркестра Э.Рознера — Борис Матвеев (как вокалист и барабанщик на концертах в Москве, Челябинске и Саратове). Борис Матвеев записал с оркестром Ретро две песни — «Утомленное солнце» и «Мне бесконечно жаль».
В мае 2014 года в Большом зале саратовской консерватории оркестр выступил с Нар. арт. СССР Леонидом Сметанниковым с новой программой из песен военных лет, романсов и арий из оперетт И.Кальмана и И.Штрауса.
C 1993 г. ежегодно оркестр представляет свои новые работы на федеральных радиоканалах. Записи оркестра звучали в эфире Радио России, радиостанций Останкино, Маяк, Эхо Москвы, Орфей, Серебряный дождь. На сайте оркестра представлен архив некоторых из этих передач.
В последние годы оркестр регулярно выступает в Москве в Доме ученых (2013, 2014 гг.) и Доме архитектора (2013, 2015-2018 гг.). В октябре 2018 г. в Доме архитектора оркестр отметил своё 35-летие новой программой с участием Анны Бутурлиной. Этому юбилею были посвящены две передачи Людмилы Кирилловой на Радио России с новыми записями оркестра, в т.ч. из новой программы вокальных трио сестер Эндрюс. В 2019-2020 Ретро дважды играл в прямом эфире из студии радио Серебряный дождь. В марте 2020 г. 125-летнему юбилею Леонида Утёсова и истории оркестра РЕТРО была посвящена двухчасовая передача композитора и искусствоведа Романа Берченко на радио Орфей.
22 марта 2021 г. в Центральном доме Российской армии оркестр РЕТРО и Анна Бутурлина отметили 115-летие Клавдии Шульженко. Концерт был организован и записан радио Орфей. В сентябре 2021 г. оркестр был приглашён телеканалом Культура в программу "Романтика романса" - в концерте "Вдыхая розы аромат - незабытые шедевры" приняли участие Анна Бутурлина, Александр Баев, Лариса Макарская, Ирина Шведова, Валерий Кучеренко, Сергей Избаш и Александр Кольцов.
В канун своего сорокалетия "Ретро" показал новую программу для т.н. "тихоновского" квартета, созданного в 40-е годы Борисом Тихоновым. В эту программу вошли, в основном, сочинения самого Б.Тихонова и пионера саратовского джаза, аккордеониста, композитора и аранжировщика Юрия Владимировича Мильрата (1930-2008). Юрий Мильрат последние годы жизни был солистом и аранжировщиком оркетра "Ретро" и инициатором создания этого квартета.